# Rasos
Rasos är en stadsdel i Litauens huvudstad Vilnius. Rasos ligger 102 meter över havet och antalet invånare är 10 597.